# ジャッグジャパン
ジャッグジャパン株式会社（英語：J.A.G. JAPAN Corp.）は、東京都渋谷区渋谷に本社を置くコンサルティング会社である。

## 会社概要

### 概要
2010年11月、大濱﨑卓真が前身となるジャッグジャパン合同会社を設立。2015年4月にジャッグジャパン株式会社に改組される。主に国政選挙や地方選挙における選挙コンサルティングや情勢調査の実施分析、政治家向けクラウド名簿地図アプリを政党・政治団体・政治家個人に提供するほか、選挙の当落予想や分析記事などを主要メディアに提供している。また、地理情報システムを用いたデータの可視化・視覚化にも取り組む。

### 新型コロナウイルス感染症における対応
新型コロナウイルス感染症（COVID-19）の流行では、2020年2月16日に日本国内で初となる感染者情報のダッシュボード「都道府県別新型コロナウイルス感染者数マップ」を、ESRIの提供するGISソフトウェアであるArcGISを用いて一般公開した。マップ内のデータは日本経済新聞が記事に利用しているほか、2020年3月25日の参議院予算委員会で日本維新の会の浅田均参議院議員が紹介し、自由民主党の機関誌「りぶる」にも取り上げられた。